# Kapverdská kuchyně

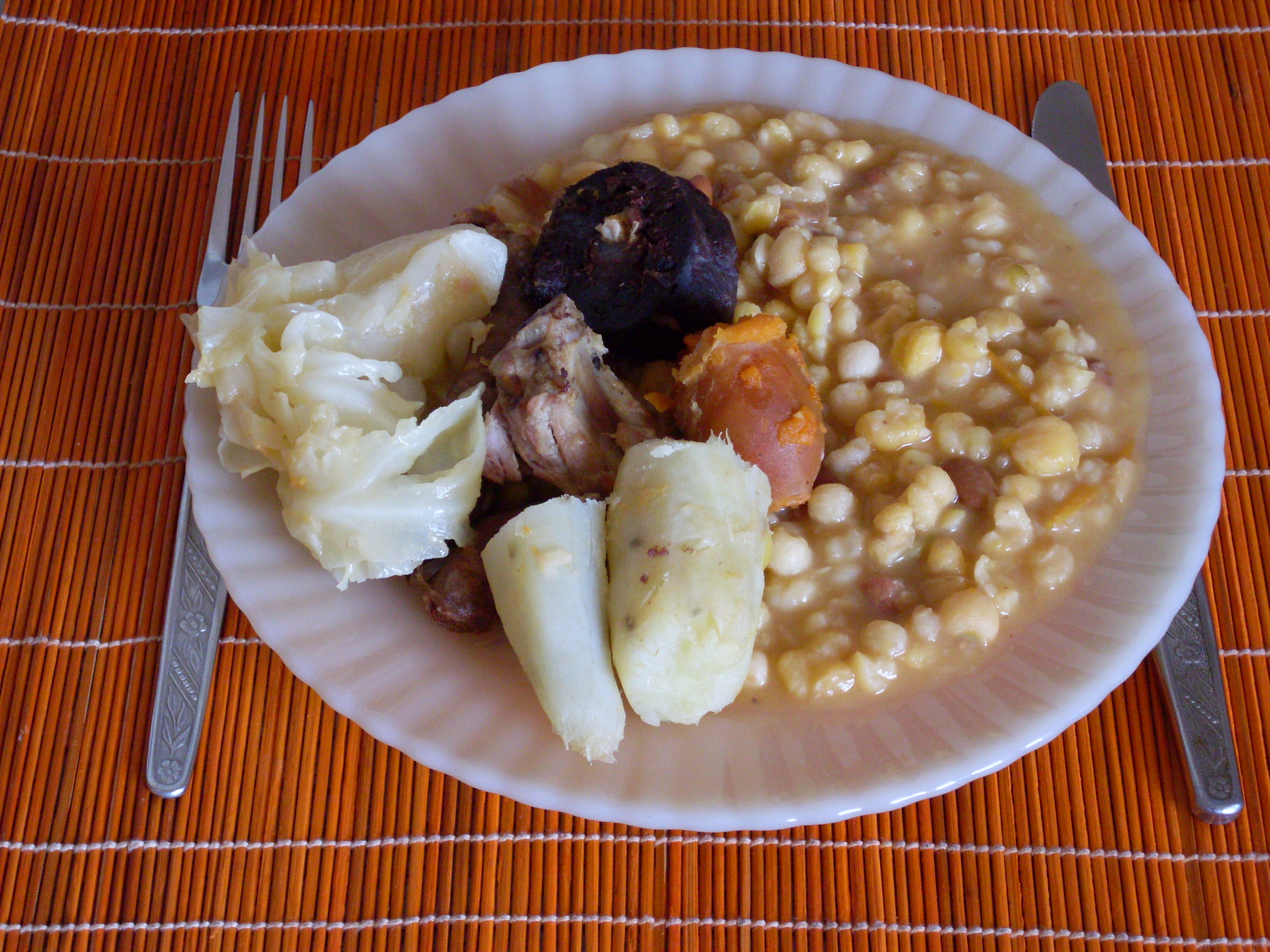
Cachupa, kapverdské národní jídlo

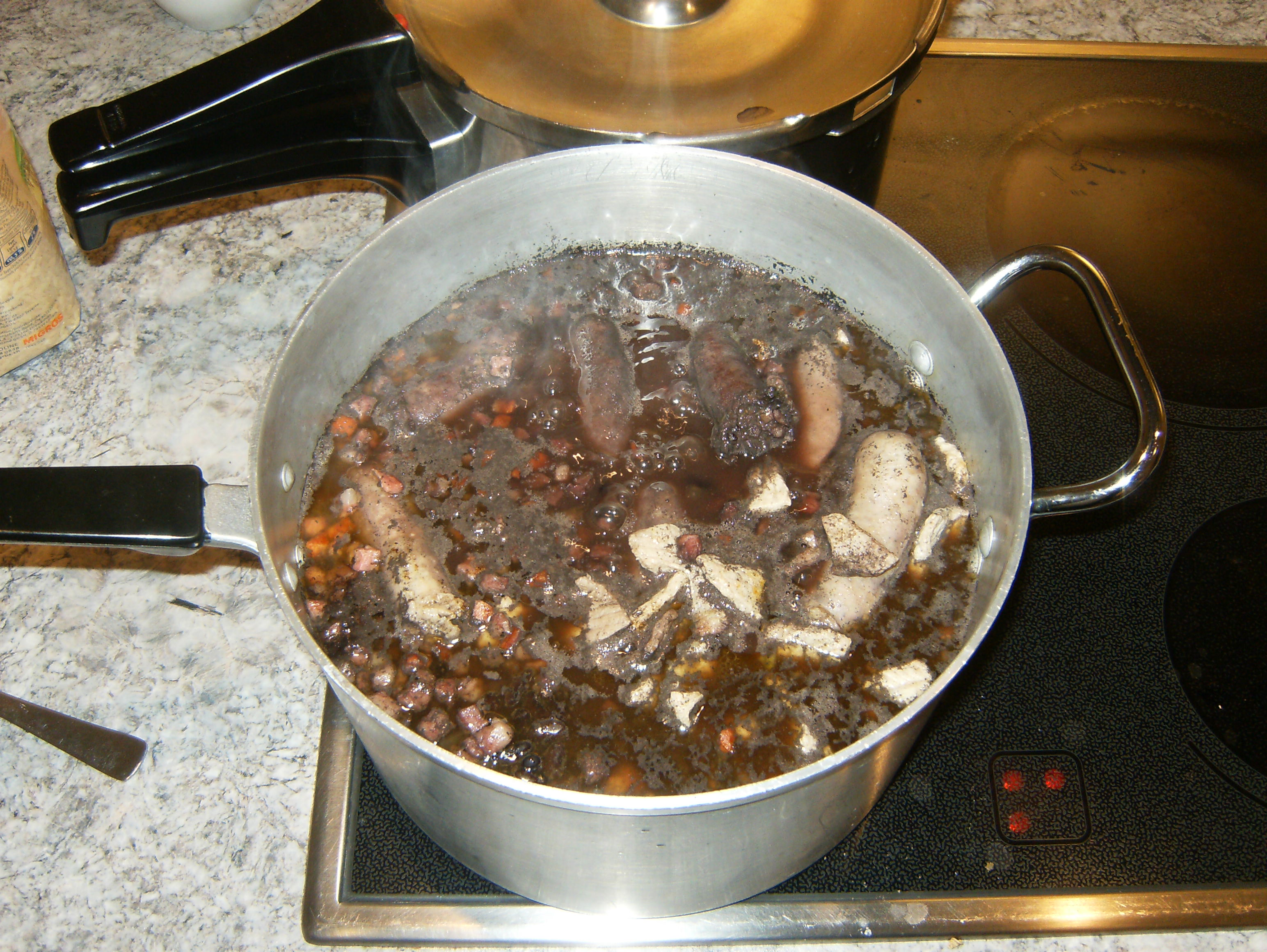
Feijoada

Lahev grogue ochucené routou vonnou

Kapverdská kuchyně vychází z africké kuchyně, byla ale silně ovlivněna portugalskou kuchyní. Díky Atlantskému oceánu používá mnoho ryb a mořských plodů.

## Příklady kapverdských pokrmů
- Cachupa, národní jídlo Kapverd. Jedná se o maso nebo rybu podávanou s přílohou z kukuřice a fazolí
- Canja, polévka z kuřecího masa a rýže[1]
- Bafa, dušené mořské plody
- Morreia, smažený úhoř
- Queijo de cabra com doce de papaia, kozí sýr potřený papájovým džemem, podávaný jako dezert
- Samosa, na Kapverdách nazývaná chamuça
- Feijoada, pokrm z dušeného masa a fazolí
- Pastel, fritovaná plněná taštička[2]
- Xerém, pokrm z kukuřičné mouky smíchané s vodou, máslem, solí [3]

## Příklady kapverdských nápojů
- Grogue, nápoj z cukrové třtiny
- Pivo, místní značka se jmenuje Strela[4]

Na ostrově Fogo se též provozuje vinařství, pěstují se například vína odrůdy Cabernet Sauvignon nebo Tempranillo.